# Budynek Stowarzyszenia Jad Charuzim w Jarosławiu
Budynek Stowarzyszenia Jad Charuzim w Jarosławiu – budynek reprezentacyjny w stylu neoklasycystycznym w Jarosławiu przy ulicy Hetmana Jana Tarnowskiego 1 (przed 26 XI 1981 – Mariana Buczka). Pierwotnie w części parterowej mieścił synagogę.

## Historia
Budynek został zbudowany w latach 1907–1912 według projektu Samuela Kormana z inicjatywy Stowarzyszenia Rękodzielników Żydowskich „Jad Charuzim”. W budynku znajdowały się siedziba stowarzyszenia, sala modlitewna oraz inne pomieszczenia mu służące.
Podczas II wojny światowej Niemcy zdewastowali wnętrze budynku, w tym salę modlitewną. 
W 1944 w gmachu mieścił się krótko szpital polowy Armii Czerwonej. Po wojnie funkcjonował w nim Teatr Miasta Jarosławia im. Michała Bałuckiego, a następnie od 1948 – Powiatowy Dom Kultury w Sanoku. W 1959 użytkownikiem dolnej sali zostało Państwowe Ognisko Baletowe Lidii Nartowskiej (w 1995 nazwane jej imieniem), którego członkowie przejęli w 1969 i wyremontowali salę widowiskową na piętrze gmachu. Od 1972 dolną część zajmowała Powiatowa i Miejska Biblioteka Publiczna w Jarosławiu, a w latach 70. i 80. XX wieku budynek został wyremontowany.
27 lutego 1987 podczas remontu instalacji elektrycznej w górnej części budynku wybuchł pożar, zmuszając Państwowe Ognisko Baletowe do czasowego ustąpienia z zalanych pomieszczeń.
W 2006 gmach uległ reprywatyzacji na korzyść Fundacji Ochrony Dziedzictwa Żydowskiego z siedzibą w Warszawie. W jej imieniu zarząd sprawuje Starostwo Powiatowe w Jarosławiu.
W 2010 Państwowe Ognisko Baletowe opuściło nieremontowany budynek z powodu jego złego stanu technicznego. 20 września 2012 do nowej siedziby przeniosła się także Miejska Biblioteka Publiczna.

## Opis
Gmach został zrealizowany na planie prostokąta, charakteryzuje go prosta bryła o bogatych neoklasycystycznymi elewacjach z centralnym ryzalitem od frontu. Sala na piętrze mieściła pierwotnie 300 widzów w części głównej i 100 na galerii.